# Маз'єр Брейді

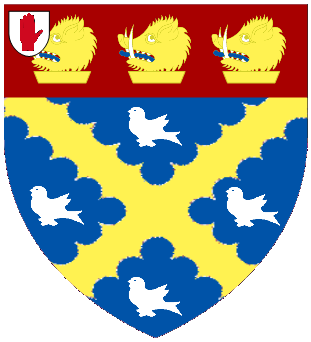
Герб сера Маз’єра Брейді.

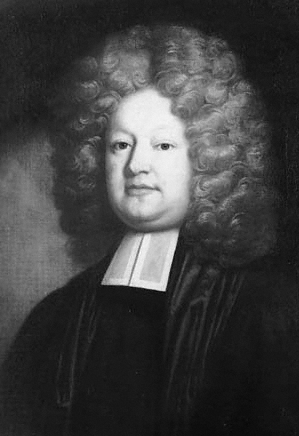
Ніколас Брейді (1659-1726), поет, предок Мазьєра Брейді.

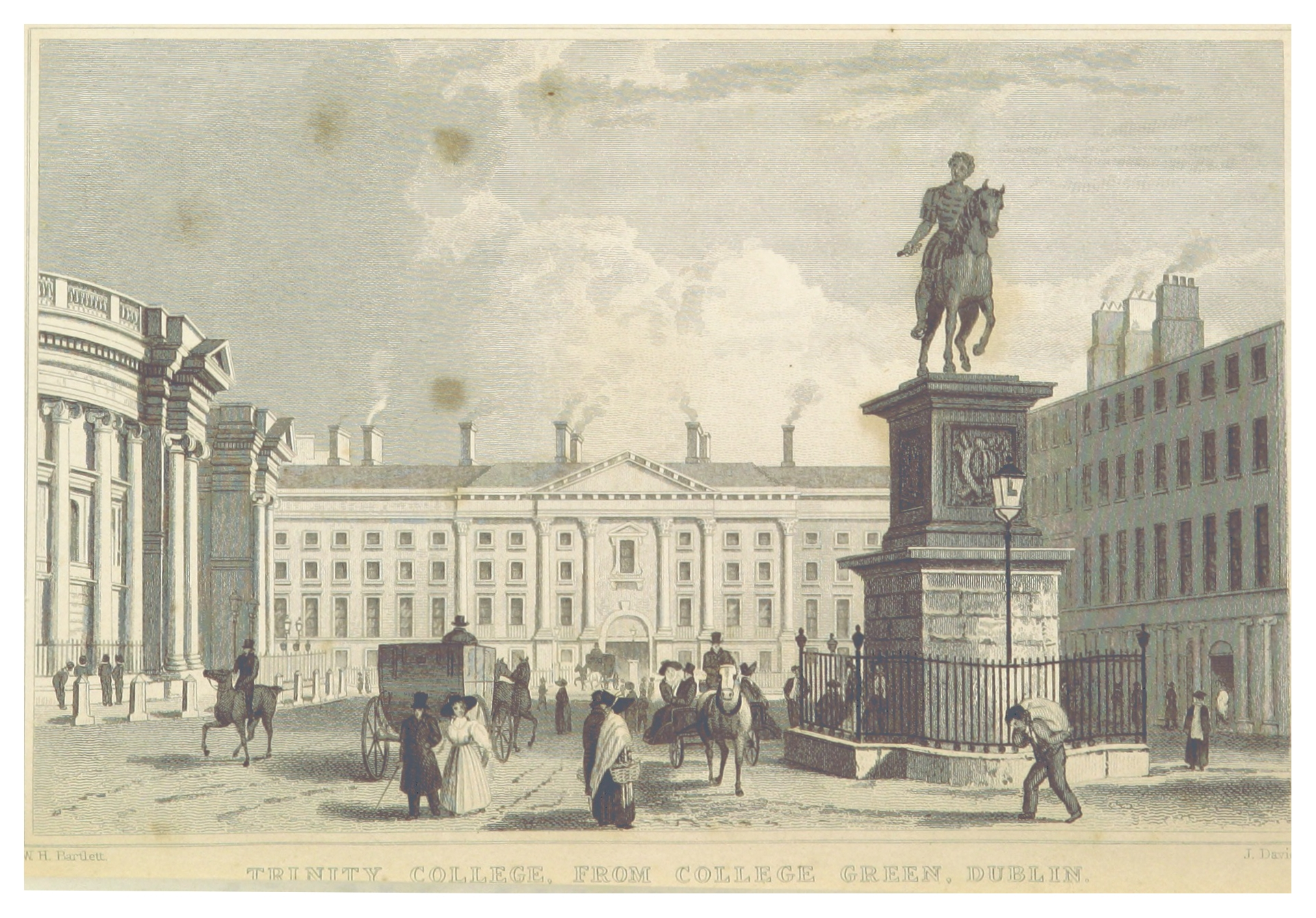
Трініті-коледж у 1837 році.

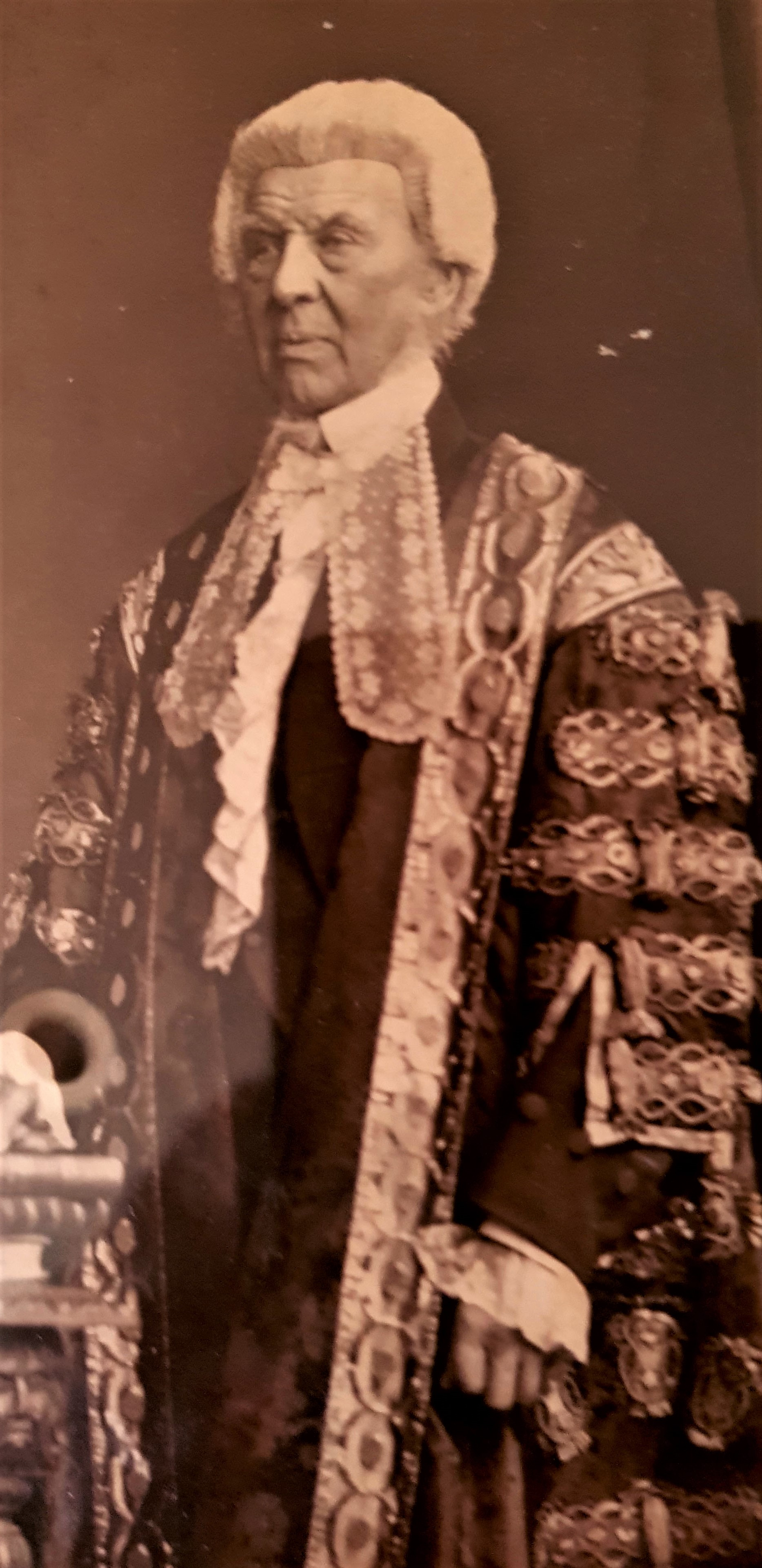
Досточесний Авраам Брюстер сфотографований Томасом Кренфілдом у 1861 році.

Сер Маз’єр Брейді (англ. - Sir Maziere Brady) - (20 липня 1796 — 13 квітня 1871) – І баронет Брейді, депутат парламенту Об’єднаного Королівства Великої Британії та Ірландії від Ірландії, відомий ірландський суддя, юрист, політик, Відзначився своїм надзвичайно довгим (20 років з невеликими перервами), хоча й не особливо видатним перебуванням на посаді лорд-канцлера Ірландії.

## Життєпис

### Походження
Маз’єр Брейді народився в будинку своїх батьків на Парламент-стріт, Дублін. Він був другим сином Френсіса Темпеста Брейді з Бутерстауна, виробника золотих і срібних ниток та його дружини Шарлотти Годжсон, дочки Вільяма Годжсона з Каслдоусон, графство Деррі. Його охрестили в церкві Святого Вербурга в Дубліні. Він був братом сера Ніколаса Брейді, лорд-мера Дубліна, і дядьком видатного історика церкви Вільяма Маз’єра Брейді. Брейді були давньою та видатною родиною з Манстера, яка була особливо пов’язана з містом Бандон, графство Корк. Ймовірно, найвідомішим із його предків був поет і псалмоспівець Ніколас Брейді (1659 – 1726), який співпрацював з Наумом Тейтом, поетом-лауреатом, над новою версією Псалмів Давида.
Інші видатні предки Маз’єра Брейді включають Г’ю Брейді, першого протестантського єпископа Міта (пом. 1584 р.), його тестя Роберта Вестона, який, як і Маз’єр, був лорд-канцлером Ірландії, а також суддю та письменника Люка Гернона (пом. 1672 р.), що найбільше запам’ятався своєю працею «Дискурс Ірландії» (англ. - A Discourse of Ireland) (1620), яка дає детальну та (з англійської колоніальної точки зору) доволі прикрашену картину стану Ірландії в 1620 році.

### Освіта
Маз’єр Брейді отримав освіту в Трініті-коледжі Дубліна і отримав ступінь бакалавра мистецтв у 1816 році. Він вступив до юридичної школи «Міддл Темпл» у 1816 році. Отримавши юридичну освіту почав працювати адвокатом у 1819 році та став королівським радником у 1835 році.

### Кар’єра
У політиці Маз’єр Брейді був лібералом і підтримував емансипацію католиків. У 1833 році він був членом комісії з розслідування ірландських муніципальних корпорацій. У 1837 році він був призначений генеральним соліситором Ірландії, а наступного року — генеральним прокурором Ірландії. У 1840 році він був призначений головним лорд-бароном казначейства Ірландії. У 1846 році він був призначений лорд-канцлером Ірландії і служив на цій посаді з короткими перервами протягом наступних 20 років. Він вийшов у відставку в 1866 році і отримав титул баронета Хазелбрук, що в графстві Дублін в 1869 році. Його призначення поклало край практиці, яка виникла після Акту Союзу 1800 року про призначення лорд-канцлером Ірландії лише англійських юристів. У 1851 році він був в урядовій комісії Дублінського Трініті-коледжу, а в 1850 році був призначений віце-канцлером Королівського університету в Белфасті. Усе своє життя він виявляв неабиякий інтерес до освіти.

### Репутація
За словами Елрінгтона Болла, посада лорд-канцлера для Брейді відрізнялася своєю тривалістю, але нічим іншим. Болл назвав його «хорошим головним бароном, достатньо зіпсованим, щоб стати поганим канцлером». За загальною згодою, він був чудовим головним бароном казначейства, мав репутацію чесного, ввічливого та доступного, але, на думку Болла, більш важка (і частково політична) посада лорда-канцлера була поза його можливостями. На відміну від деяких суддів, які навчалися загальному праву, він так і не засвоїв окремий кодекс справедливості. Делані має дещо більш прихильне ставлення до Брейді як лорд-канцлера, стверджуючи, що, хоча його рішення не демонструють великої глибини компетентності і знання обов’язків, вони демонструють здатність визначити центральне питання будь-якої справи та застосувати до неї правильний правовий принцип.
В анонімному памфлеті 1850 року, який критикував ірландську судову систему загалом, Брейді був нездатний підтримувати порядок у своєму суді, і його легко налякати адвокатами, особливо тією грізною трійкою майбутніх суддів: Джонатаном Крістіаном, Френсісом Олександром Фіцджеральдом, Авраамом Брюстером. Автор намалював невтішну картину Брейді, який сидить «збентежений і схвильований» у суді, де він був «суддею, але не авторитетом». З іншого боку, Джонатан Крістіан, який часто сварився з Брейді в суді, пізніше хвалив його як «незвичайну людину», незважаючи на його недоліки як судді: Крістіан описав його як «незалежно мислячого, патріота, природного та незаплямованого».

### Родина та особисте життя
Маз’єр Брейді був засновником клубу джентльменів Стівена Гріна, належав до Королівського Дублінського наукового товариства та Королівської ірландської академії. Крім мистецтва, він виявляв гострий інтерес до науки, особливо після виходу на пенсію. Як і більшість суддів того часу, він мав і таунхаус у центрі Дубліна, і маєток дещо подалі від центру міста. Його заміським будинком був Хейзелбрук, Теренер, Дублін. Він кілька разів змінював свій таунхаус, нарешті оселився на Пембрук-стріт, де й помер 13 квітня 1871 року. Він похований на цвинтарі Маунт-Джеронім.
Маз’єр Брейді вперше одружився з Елізабет Енн Б’юкенен, донькою Бевера Б’юкенена, аптекаря з Дубліна та його дружини Елеонори Годжсон. Шлюб відбувся в 1823 році, і вони мали п’ятеро дітей:
- Сер Френсіс Вільям Брейді (1824–1909) – II баронет Брейді, успадкував титул, пішов слідами свого батька, став адвіокатом, згодом став суддею графства.
- Маз’єр Брейді — також став адвокатом
- Елеонора Брейді (пом. 1891) - вийшла заміж за преподобного Бенджаміна Пакла, ректора Граффема, але не мала дітей
- Шарлотта Брейді (1829–1913) - вийшла заміж за преподобного Джона Вестроппа Брейді, ректора Слейна
- Єлизавета-Анна Брейді

Елізабет Бьюкенен Брейді померла в 1858 році. У 1860 році Маз’єр Брейді одружився вдруге з Мері Гетчелл, донькою Джона Гетчелла, генерального прокурора Ірландії та його дружини  Елізабет Ведді, що пережила його.